# Want (handschoen)

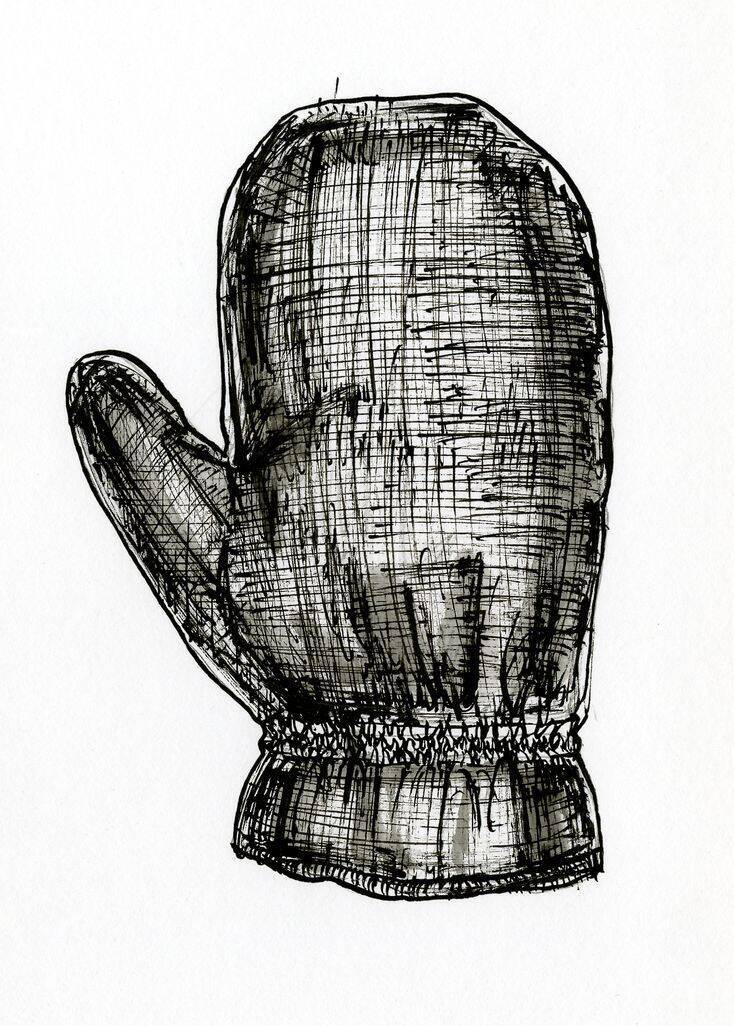
Want

Een want is een type handschoen zonder afzonderlijke omhulsels voor de vingers. Over het algemeen scheiden wanten nog wel afzonderlijk de duim. Wanten bieden in de regel een betere warmte-isolatie dan handschoenen omdat ze een kleiner oppervlak hebben waarover warmte kan ontsnappen, maar hebben daartegenover wel een verminderde beweeglijkheid van de vingers.
Wanten worden veel geassocieerd met kou, kinderkleding, comfort en verschillende beroepsmatige toepassingen. In de keuken worden ovenwanten gedragen om de handen te beschermen tegen hete voorwerpen.:197

## Geschiedenis
Mensen gebruiken wanten waarschijnlijk al duizenden jaren, maar wol en andere materialen die werden gebruikt voor het maken van kleding zijn onderhevig aan biologische afbraak, waardoor het aantal overblijfselen beperkt is. Uit het oude Egypte zijn verschillende afbeeldingen van wanten bewaard gebleven, en sommige handschoenen die bij Egyptische piramides zijn gevonden, worden beschreven als lijkend op wanten, waarbij de collectie van egyptoloog Robert Hay een "linnen mouw en want uit één stuk" zou hebben bevat.:18
Enkele van de vroegste duidelijk herkenbare wanten dateren uit ongeveer 1000 n.Chr. in Letland, en wanten maken nog steeds deel uit van het Letse nationale kostuum. Een ander voorbeeld is een exemplaar dat is gevonden tijdens opgravingen van de vroegmiddeleeuwse handelsstad Dorestad in Nederland: in het havengebied is een wollen want gevonden uit de 8e of begin 9e eeuw. Twee linkshandige leren wanten gevonden op de Mary Rose worden verondersteld te zijn gebruikt voor valkerij, waar in moderne tijden handschoenen of kaphandschoenen voor dit doel worden gebruikt. Uit het elizabethaans tijdperk zijn er geborduurde "kaphandschoenwanten" bewaard gebleven die zijn gemaakt van karmozijnrood zijdefluweel, satijn en pailletten, waarbij de draad en flosdraad in twaalf verschillende kleuren zijn geverfd.
Toen breien in de 16e eeuw populairder werd in Engeland, werden thuis wanten van wol gemaakt. Een van de vroegst bekende wanten voor kinderen komt uit deze periode, rondgebreid vanaf de top van de vingers naar de pols.
Verschillende volken rond de poolcirkel hebben wanten gebruikt, waaronder andere Baltische volkeren, indianen en Vikingen.

## Soorten

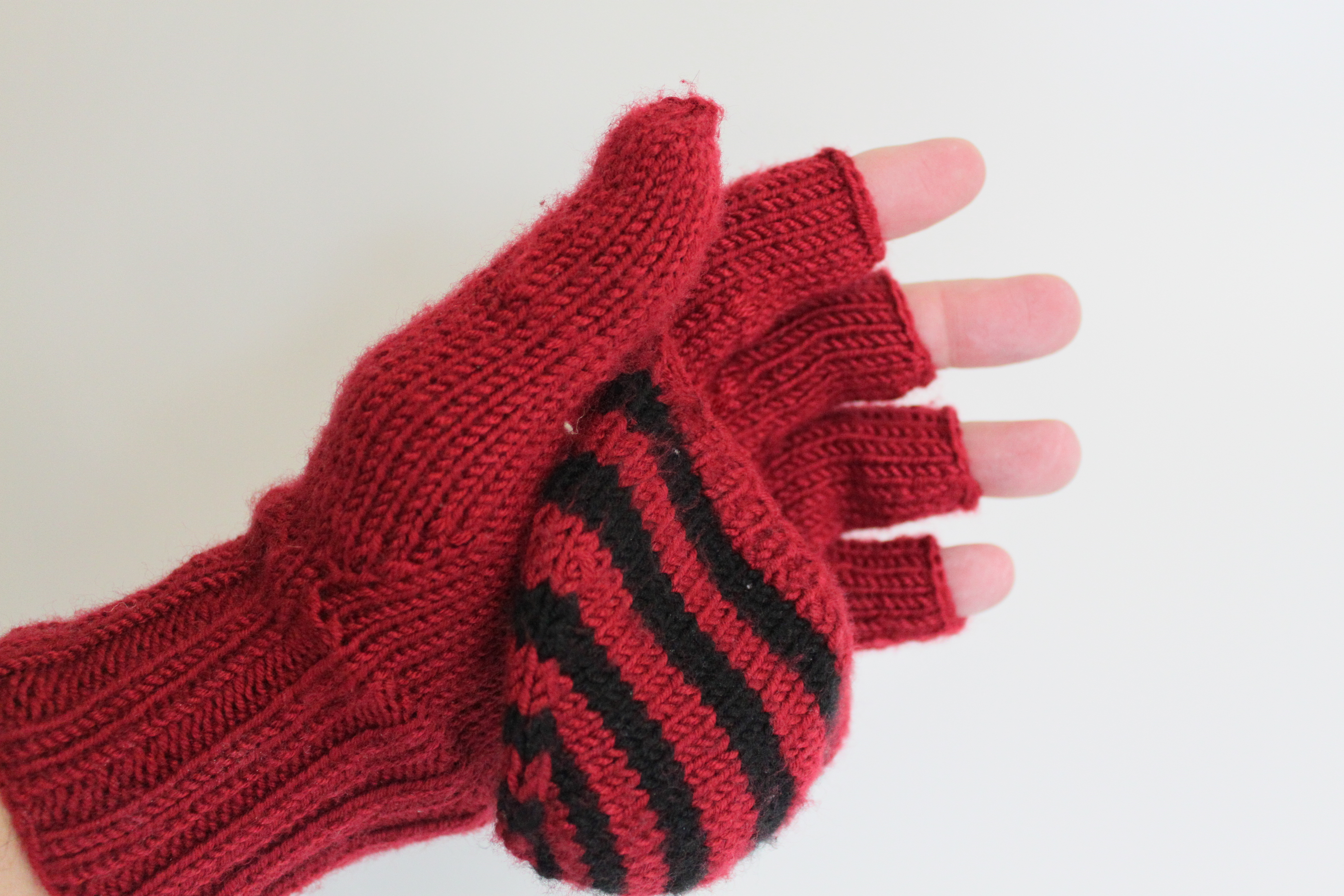
Hybride handschoen-want

Wanten zijn gemaakt van verschillende materialen, waaronder wol, leer en bont. Ze bestaan in verschillende kleuren en designs.
Speciale soorten wanten zijn onder andere de wanten met een opening waardoor de vingers naar buiten kunnen. In de jaren 1930 werden speciale wollen wanten geïntroduceerd met een flap in de palm van de want zodat een jager zijn vinger vrij had om zijn wapen af te vuren.
Wanten met koord zijn wanten verbonden door een stuk garen, touw of kant, geregen door de mouwen van een jas. Deze toevoeging is meestal bedoeld voor kleine kinderen om te voorkomen dat ze de wanten verliezen of kwijtraken; wanneer ze worden uitgedaan, blijven de wanten aan het touwtje bungelen net onder de boord van de mouw.

## In populaire cultuur
De West and East Mitten Buttes, twee rotsformaties in Monument Valley, Arizona, staan in de volksmond bekend als "de Wanten" omdat vanuit het zuiden gezien, de buttes twee gigantische wanten lijken te zijn met hun duimen naar binnen gericht. Het onderste schiereiland van Michigan heeft de bijnaam "de Want" vanwege zijn cartografische vorm.
In de Engelssprekende wereld is "Mittens" (Engels voor 'wanten') een populaire naam voor een kat – hetzij vanwege het kinderliedje "Three Little Kittens", hetzij omdat de vachtpatronen van sommige katten contrasterende kleuren aan hun voeten hebben, waardoor het lijkt alsof ze wanten dragen.

## Galerij

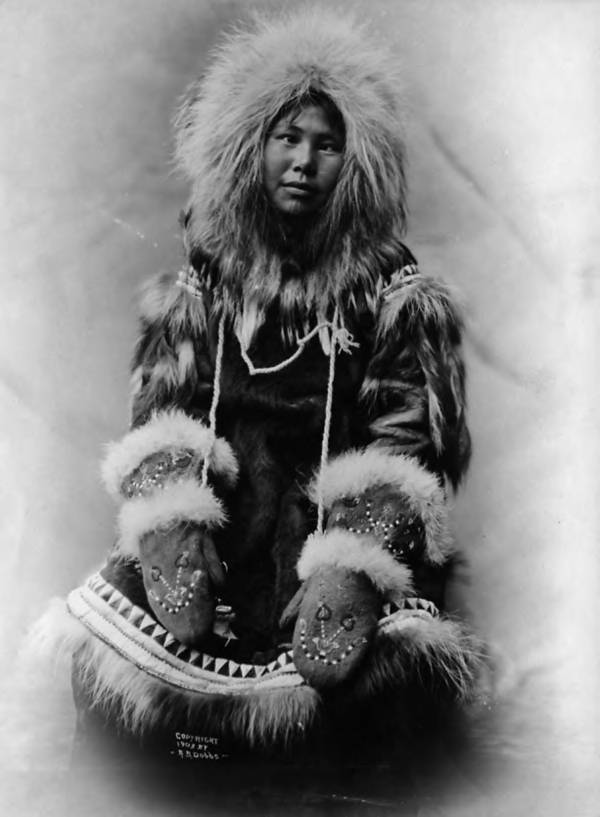
Eskimo in parka en met wanten, Alaska, 1903
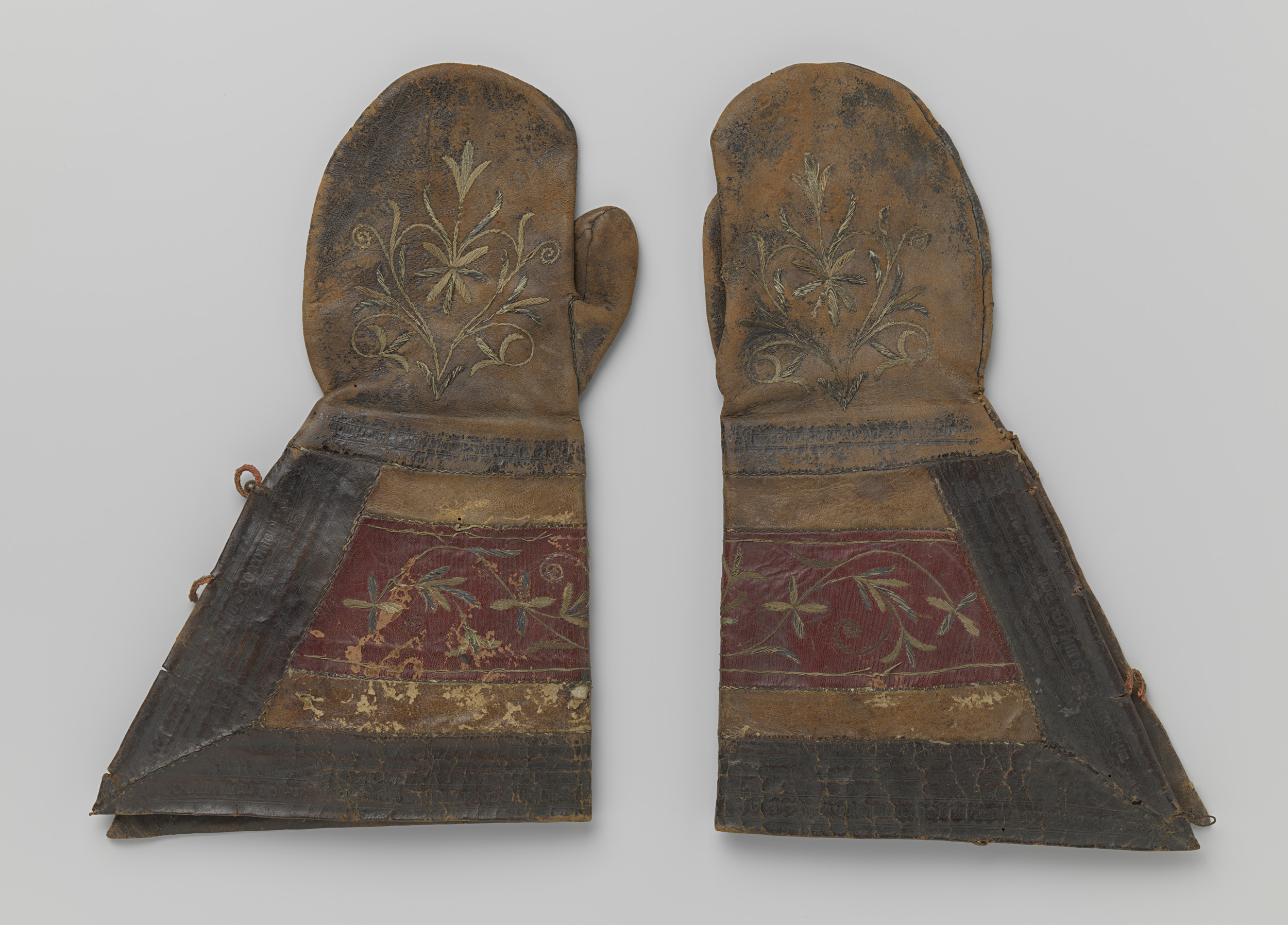
Leren wanten met gekleurde en geborduurde kappen, West-Europa (1600-1650)
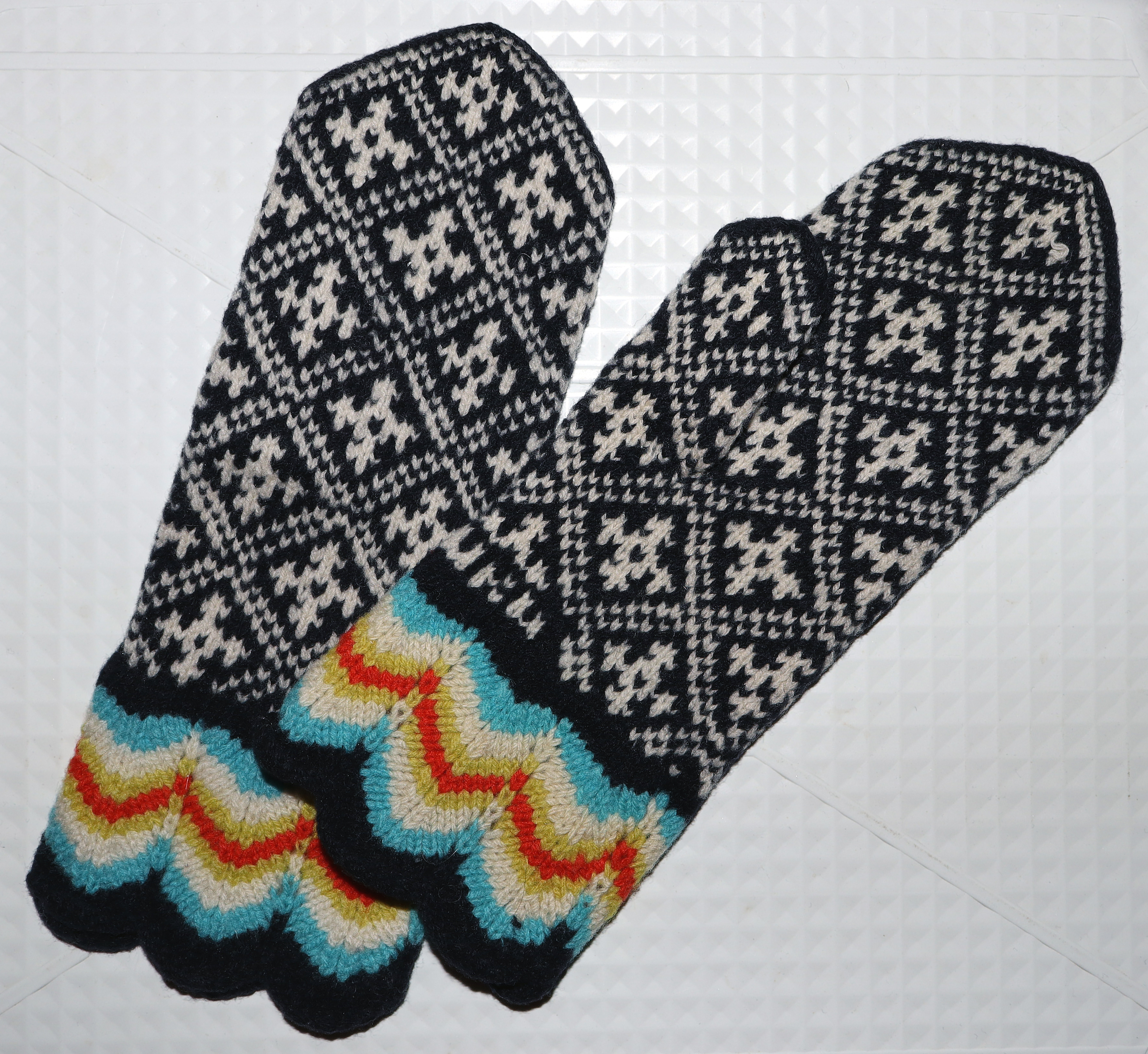
Traditionele wanten uit Estland
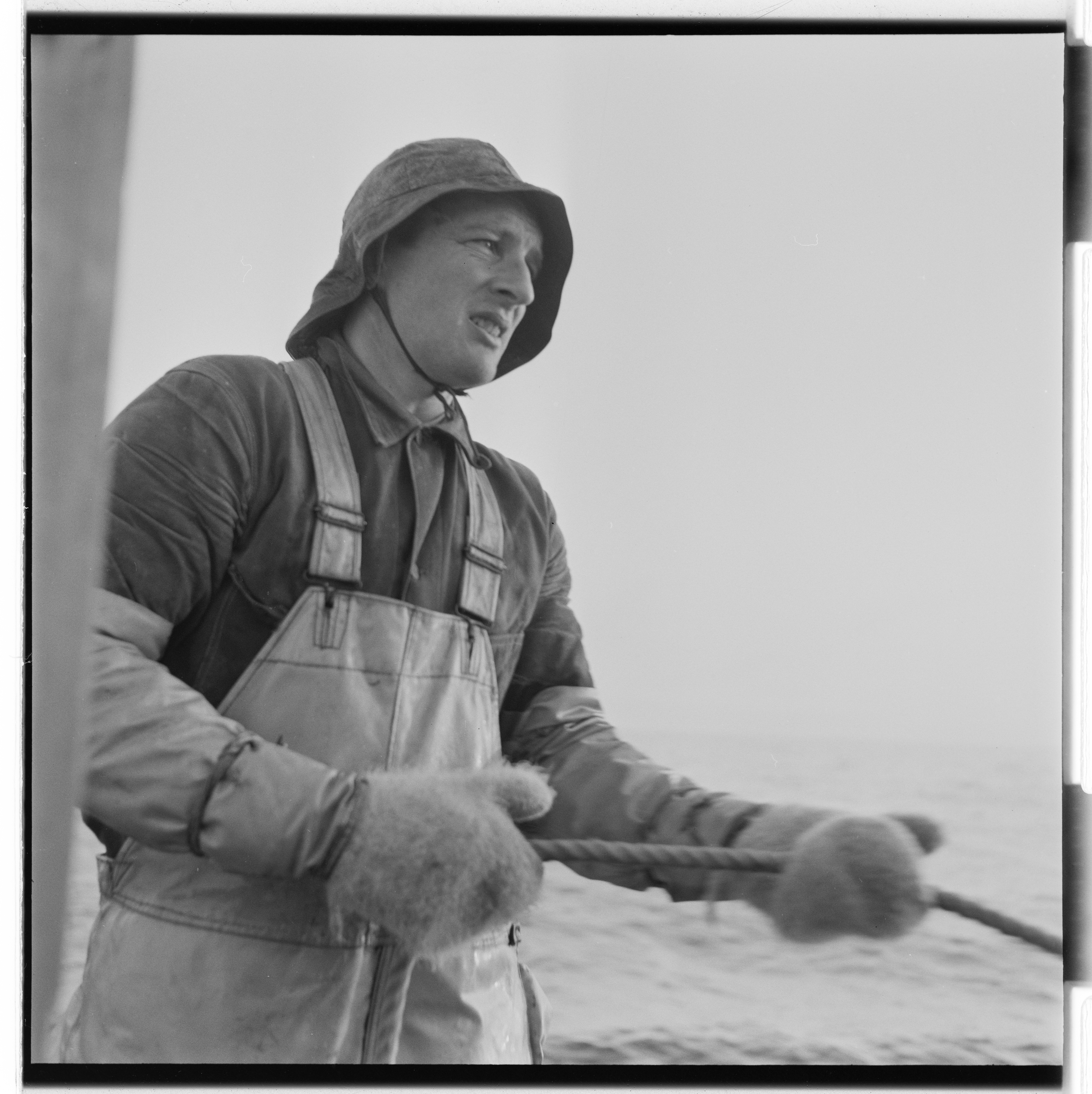
Noorse kabeljauwvisser met wanten (1955)
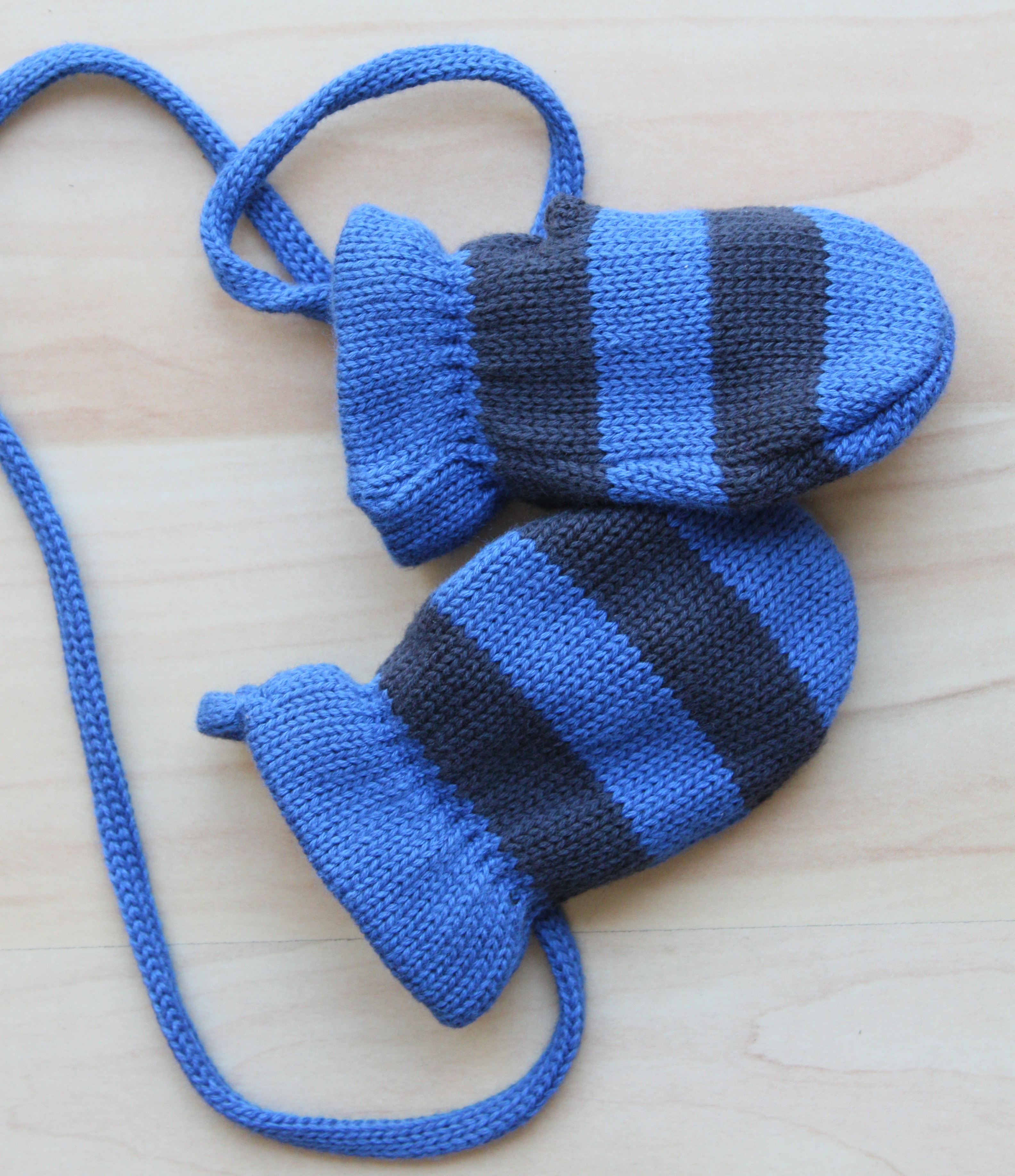
Babywanten aan koordjes
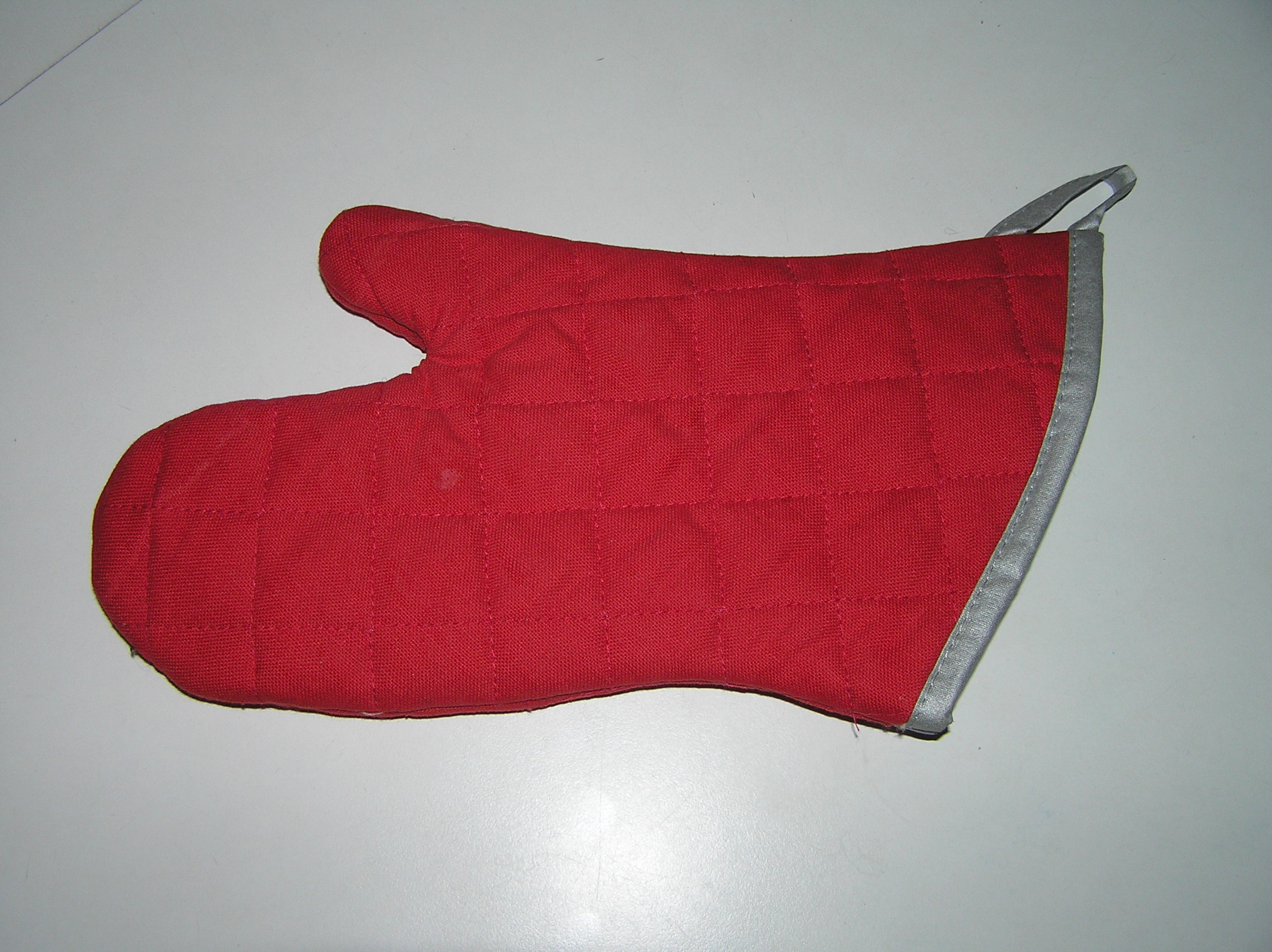
Ovenwant voor het vasthouden van hete pannen